# Neelix
Neelix (pronunțat [ˈniːlɨks]) este un personaj fictiv din serialul științifico-fantastic de televiziune Star Trek: Voyager. Este interpretat de actorul Ethan Phillips.

## Biografie ficțională
Neelix este un Talaxian originar de pe Rinax, un satelit al planetei Talax, din Cuadrantul Delta quadrant, cu toate că stră-străbunicul său a fost Mylean. Întreaga sa familie a fost ucisă într-un conflict cu Ordinul Haakonian. Acest lucru îl va bântui pentru totdeauna pe Neelix, dar el va masca mereu aceasta cu personalitatea sa puternică, mereu veselă. Haakonianul Jetrel a fost cel responsabil pentru dezvoltarea cascadei Metreon, o superarmă care a ucis peste 300.000 de oameni pe luna Ralax a planetei Talax, inclusiv familia lui Neelix.